# Хомстед (тауншип, Миннесота)
Хомстед (англ. Homestead) — тауншип в округе Оттер-Тейл, Миннесота, США. На 2000 год его население составило 371 человек.

## География
По данным Бюро переписи населения США площадь тауншипа составляет 94,7 км², из которых 94,2 км² занимает суша, а 0,4 км² — вода (0,41 %).

## Демография
По данным переписи населения 2000 года здесь находились 371 человек, 129 домохозяйств и 107 семей.  Плотность населения —  3,9 чел./км².  На территории тауншипа расположено 149 построек со средней плотностью 1,6 построек на один квадратный километр. Расовый состав населения: 95,69 % белых, 1,35 % афроамериканцев, 0,54 % коренных американцев, 1,08 % азиатов и 1,35 % приходится на две или более других рас. Испанцы или латиноамериканцы любой расы составляли 1,08 % от популяции тауншипа.
Из 129 домохозяйств в 42,6 % воспитывались дети до 18 лет, в 76,0 % проживали супружеские пары, в 0,8 % проживали незамужние женщины и в 16,3 % домохозяйств проживали несемейные люди. 12,4 % домохозяйств состояли из одного человека, при том 5,4 % из — одиноких пожилых людей старше 65 лет. Средний размер домохозяйства — 2,88, а семьи — 3,12 человека.
29,9 % населения — младше 18 лет, 5,9 % — в возрасте от 18 до 24 лет, 32,9 % — от 25 до 44, 21,8 % — от 45 до 64, и 9,4 % — старше 65 лет. Средний возраст — 36 лет. На каждые 100 женщин приходилось 108,4 мужчин.  На каждые 100 женщин старше 18 приходилось 116,7 мужчин.
Средний годовой доход домохозяйства составлял 38 036 долларов, а средний годовой доход семьи —  39 125 долларов. Средний доход мужчин —  30 208  долларов, в то время как у женщин — 20 156. Доход на душу населения составил 14 596 долларов. За чертой бедности находились 10,1 % семей и 11,8 % всего населения тауншипа, из которых 15,5 % младше 18 и 2,7 % старше 65 лет.